# 傑拉許灣
傑拉許灣（英語：Gerlache Inlet），是南極洲的海灣，位於維多利亞地的斯科特海岸，處於特拉諾瓦灣西北端，寬7公里，由英國探險隊命名，現時由南極條約體系管理。

## 外部連結
. . United States Geological Survey.   [2012-04-22].
74°41′S 164°6′E / 74.683°S 164.100°E